# Mabilia (I Legnanesi)
Mabilia Colombo è un personaggio teatrale creato da Felice Musazzi nelle riviste teatrali della compagnia dialettale "I Legnanesi".

## Il personaggio
La Mabilia è l'unica figlia del Giovanni e della Teresa, concepita il giorno in cui Giovanni è tornato a casa dalla guerra d'Etiopia, ed è descritta come una ragazza di provincia, nata e cresciuta nella casa di corte cittadina con la famiglia, che però cova in sé il grande desiderio di emergere come soubrette. 
Atteggiandosi a vamp, ha un carattere contraddistinto da espressioni forzatamente ricercate che però la maggior parte delle volte sfociano in figure comiche che la riportano ad usare la sua vera lingua, il dialetto legnanese. Ha un carattere estroverso e diretto e per questo si scontra spesso con la madre, accusandola di essere retrograda. È il prototipo della "bambocciona" dato che viene descritta sulla quarantina ma ancora piacente eppure molto legata alla famiglia con la quale ancora vive e dove è reputata "la piccola di casa".
Non ha marito ma di lei si sa che ha avuto diversi fidanzati, molti dei quali frutto dell'avventura di una notte.
È in perenne rivalità con la "Chetta". Quest'ultima infatti, benché assai più brutta di Mabilia, cerca sempre invano di rubarle il fidanzato.

## La maschera
L'aspetto della Mabilia è contraddistinto da capelli lunghi con boccoli biondi, trucco molto calcato, vestiti sgargianti e originali, sin dalla sua prima apparizione nel 1949, quando il personaggio era interpretato da Tony Barlocco fino alla morte di quest'ultimo, occorsa il 14 giugno 1986. Dal 1998 il personaggio è interpretato dal monzese Enrico Dalceri, già attore nella prima compagnia diretta da Felice Musazzi e nella seconda compagnia diretta dal cantalupese Alvaro Testa.

## Parentele
|  |  |  |  |  |  |  |  |  |  |  |  |  |  |  |  |  |  | Padre di Giovanni | Padre di Giovanni | Padre di Giovanni | Padre di Giovanni | Padre di Giovanni | Padre di Giovanni |                  |                  | Madre di Giovanni | Madre di Giovanni | Madre di Giovanni | Madre di Giovanni | Madre di Giovanni | Madre di Giovanni |                 |  |  |  | Padre di Teresa | Padre di Teresa | Padre di Teresa | Padre di Teresa | Padre di Teresa | Padre di Teresa |                |                | Madre di Teresa | Madre di Teresa | Madre di Teresa | Madre di Teresa | Madre di Teresa | Madre di Teresa |                 |                 |                 |                 |                 |                 |  |  |                 |                 |                 |                 |                 |                 |  |  |  |  |
|  |  |  |  |  |  |  |  |  |  |  |  |  |  |  |  |  |  | Padre di Giovanni | Padre di Giovanni | Padre di Giovanni | Padre di Giovanni | Padre di Giovanni | Padre di Giovanni |                  |                  | Madre di Giovanni | Madre di Giovanni | Madre di Giovanni | Madre di Giovanni | Madre di Giovanni | Madre di Giovanni |                 |  |  |  | Padre di Teresa | Padre di Teresa | Padre di Teresa | Padre di Teresa | Padre di Teresa | Padre di Teresa |                |                | Madre di Teresa | Madre di Teresa | Madre di Teresa | Madre di Teresa | Madre di Teresa | Madre di Teresa |                 |                 |                 |                 |                 |                 |  |  |                 |                 |                 |                 |                 |                 |  |  |  |  |
|  |  |  |  |  |  |  |  |  |  |  |  |  |  |  |  |  |  |                   |                   |                   |                   |                   |                   |                  |                  |                   |                   |                   |                   |                   |                   |                 |  |  |  |                 |                 |                 |                 |                 |                 |                |                |                 |                 |                 |                 |                 |                 |                 |                 |                 |                 |                 |                 |  |  |                 |                 |                 |                 |                 |                 |  |  |  |  |
|  |  |  |  |  |  |  |  |  |  |  |  |  |  |  |  |  |  |                   |                   |                   |                   |                   |                   |                  |                  |                   |                   |                   |                   |                   |                   |                 |  |  |  |                 |                 |                 |                 |                 |                 |                |                |                 |                 |                 |                 |                 |                 |                 |                 |                 |                 |                 |                 |  |  |                 |                 |                 |                 |                 |                 |  |  |  |  |
|  |  |  |  |  |  |  |  |  |  |  |  |  |  |  |  |  |  |                   |                   |                   |                   |                   |                   | Giovanni Colombo | Giovanni Colombo | Giovanni Colombo  | Giovanni Colombo  | Giovanni Colombo  | Giovanni Colombo  |                   |                   |                 |  |  |  |                 |                 |                 |                 |                 |                 | Teresa Colombo | Teresa Colombo | Teresa Colombo  | Teresa Colombo  | Teresa Colombo  | Teresa Colombo  |                 |                 | Germana Colombo | Germana Colombo | Germana Colombo | Germana Colombo | Germana Colombo | Germana Colombo |  |  | Filippa Colombo | Filippa Colombo | Filippa Colombo | Filippa Colombo | Filippa Colombo | Filippa Colombo |  |  |  |  |
|  |  |  |  |  |  |  |  |  |  |  |  |  |  |  |  |  |  |                   |                   |                   |                   |                   |                   | Giovanni Colombo | Giovanni Colombo | Giovanni Colombo  | Giovanni Colombo  | Giovanni Colombo  | Giovanni Colombo  |                   |                   |                 |  |  |  |                 |                 |                 |                 |                 |                 | Teresa Colombo | Teresa Colombo | Teresa Colombo  | Teresa Colombo  | Teresa Colombo  | Teresa Colombo  |                 |                 | Germana Colombo | Germana Colombo | Germana Colombo | Germana Colombo | Germana Colombo | Germana Colombo |  |  | Filippa Colombo | Filippa Colombo | Filippa Colombo | Filippa Colombo | Filippa Colombo | Filippa Colombo |  |  |  |  |
|  |  |  |  |  |  |  |  |  |  |  |  |  |  |  |  |  |  |                   |                   |                   |                   |                   |                   |                  |                  |                   |                   |                   |                   |                   |                   |                 |  |  |  |                 |                 |                 |                 |                 |                 |                |                |                 |                 |                 |                 |                 |                 |                 |                 |                 |                 |                 |                 |  |  |                 |                 |                 |                 |                 |                 |  |  |  |  |
|  |  |  |  |  |  |  |  |  |  |  |  |  |  |  |  |  |  |                   |                   |                   |                   |                   |                   |                  |                  |                   |                   |                   |                   |                   |                   | Mabilia Colombo |  |  |  |                 |                 |                 |                 |                 |                 |                |                |                 |                 |                 |                 |                 |                 |                 |                 |                 |                 |                 |                 |  |  |                 |                 |                 |                 |                 |                 |  |  |  |  |